# Bodyguard (série télévisée)
Pour les articles homonymes, voir Bodyguard (homonymie).
Bodyguard est une mini-série télévisée britannique de six épisodes en 58 minutes, créé et écrit par Jed Mercurio et diffusée depuis le 26 août 2018 sur BBC One.
En Belgique, elle est diffusée depuis le 28 avril 2020 sur La Une. En France, elle est diffusée depuis le 16 novembre 2020 sur France 2. Au Québec, elle est diffusée depuis[Quand ?] sur Télé-Québec.
En août 2022, BBC One annonce qu'une deuxième saison est en cours de développement.

## Résumé
Le sergent de police David Budd, un vétéran de guerre usé, déprimé, souffrant de trouble de stress post-traumatique, travaille comme agent de protection rapprochée des personnalités, dans le Metropolitan Police Service de Londres. Après avoir brillamment empêché une attaque terroriste, David se retrouve promu à la protection de la Secrétaire d'État à l'Intérieur britannique, l'ambitieuse Julia Montague, dont la politique néo-conservatrice (symbolisée par son projet d'extension de la loi RIPA) représente tout ce qu'il méprise.

## Distribution

### Acteurs principaux
- Richard Madden (VF : Stéphane Fourreau) : sergent David Budd, agent de protection rapprochée et responsable de l'équipe de protection de Julia Montague
- Keeley Hawes (VF : Hélène Bizot) : Julia Montague, Secrétaire d'État à l'Intérieur
- Sophie Rundle (VF : Audrey Sablé) : Vicky Budd, épouse du sergent Budd
- Vincent Franklin (en) (VF : François Dunoyer) : Mike Travis, sous-secrétaire d'État à l'antiterrorisme
- Nicholas Gleaves (en) (VF : Nicolas Marié) : Roger Penhaligon, chef de groupe du Parti Conservateur au parlement britannique
- David Westhead (VF : Achille Orsoni) : John Vosler, Premier ministre du Royaume-Uni
- Paul Ready (VF : Arnaud Arbessier) : Rob MacDonald, conseiller spécial de la Secrétaire d'État à l'Intérieur
- Gina McKee (VF : Juliette Degenne) : commandant Anne Sampson, patronne de la brigade antiterroriste du Metropolitan Police Service
- Pippa Haywood (VF : Annie Le Youdec) : commissaire principale Lorraine Craddock, patronne du service de protection rapprochée du Metropolitan Police Service
- Ash Tandon (VF : Maurice Decoster) : Inspecteur-chef Deepak Sharma, responsable de l'enquête sur les attentats terroristes se déroulant dans la série
- Nina Toussaint-White (VF : Jocelyne Nzunga) : sergent Louise Rayburn, adjointe de Sharma dans l'enquête sur les attentats terroristes se déroulant dans la série
- Tom Brooke (VF : Laurent Morteau) : Andy Apsted, ami de Budd et sergent vétéran souffrant de trouble de stress post-traumatique
- Stuart Bowman (VF : Michel Dodane) : Stephen Hunter-Dunn, directeur du MI-5
- Michael Shaeffer (en) : Richard Longcross, agent du MI-5
- Stephanie Hyam (en) (VF : Anne-Charlotte Piau) : Chanel Dyson, ancienne chargée des relations publiques du Home Office
- Matt Stokoe (en) (VF : Sébastien Ossard) : Luke Aikens, baron du crime organisé
- Anjli Mohindra (VF : Célia Asensio) : Nadia Ali, terroriste djihadiste

### Acteurs récurrents
- Matthew Stagg : Charlie Budd, fils du sergent Budd
- Bella Padden : Ella Budd, fille du Sergent Budd
- Shubham Saraf (VF : Gwendal Anglade) : Tahir Mahmood, chargé des relations publiques du Home Office
- Claire-Louise Cordwell (VF : Cécile Nodie) : constable Kim Knowles, agent de protection rapprochée de Julia Montague
- Richard Riddell (VF : Tommy Lefort) : constable Tom Fenton, agent de protection rapprochée de Julia Montague

Source et légende : Version française (VF)  sur DSD Doublage

## Production

### Fiche technique
Sauf indication contraire, les informations mentionnées dans cette section peuvent être confirmées par la base de données cinématographiques IMDb,  présente dans la section « Liens externes ».
- Titre original : Bodyguard
- Création : Jed Mercurio
- Réalisation : John Strickland et Thomas Vincent
- Scénario : Jed Mercurio
- Direction artistique : James Lapsley
- Décors : Steve Wright et Henry Jaworski
- Costumes : Charlie Knight
- Photographie : John Lee
- Montage : Andrew McClelland et Steve Singleton
- Casting : Kate Rhodes James
- Musique : Ruth Barrett (en) et Ruskin Williamson
- Production : Priscilla Parish et Eric Coulter ; Simon Heath, Jed Mercurio et Elizabeth Kilgarriff (producteurs délégués)
- Sociétés de production : World Productions
- Sociétés de distribution : ITV Studios Global Entertainment
- Pays d'origine :  Royaume-Uni
- Langue originale : anglais
- Format : couleur
- Genre : thriller
- Nombre de saisons : 1 (en cours)
- Nombre d'épisodes : 6
- Durée : 56–75 minutes
- Dates de première diffusion :
  - Royaume-Uni : 26 août 2018 sur BBC One
  - Belgique, France, Suisse romande : 24 octobre 2018 sur Netflix

## Diffusion internationale
La série est diffusée sur Netflix à partir du 24 octobre 2018.
- Belgique : La Une (à partir du 28 avril 2020)[6]
- Suisse romande : RTS 1 (à partir du 7 mai 2020)
- France : France 2 (à partir du 16 novembre 2020)

## Épisodes
Les épisodes, numérotés de un à six, n'ont pas de titre.

Les trois premiers sont réalisés par le Français Thomas Vincent et les trois suivants par le Britannique John Strickland.

## Distinction
- Golden Globes 2019 : meilleur acteur dans une série dramatique pour Richard Madden